# Жолболдинский сельский округ
Жолболдинский сельский округ — сельский округ в Павлодарской Области, Актогайском районе, с административным центром в селе Жолболды.

## Состав сельского округа
В составе три села: Шуга, Шиликты и административный центр Жолболды.

## Население
По переписи 2009 года население составило 964 человека.